# Simulium tachengense
Simulium tachengense es una especie de insecto del género Simulium, familia Simuliidae, orden Diptera.
Fue descrita científicamente por An & Maha, 1994.